# Gabriel Álvez
Gabriel Álvez, vollständiger Name Jorge Gabriel Álvez Fernández, (* 26. Dezember 1974 in Montevideo) ist ein ehemaliger uruguayischer Fußballspieler.

## Karriere

### Vereine
Der 1,84 Meter große Offensivakteur Álvez stand zu Beginn seiner Karriere von 1993 bis 1995 in Reihen von Defensor Sporting. Von 1995 bis Mitte 1998 spielte er für den argentinischen Verein CA Independiente. Anschließend war er bis Mitte 2000 für Nacional Montevideo aktiv. 1999 wurde er mit 24 Toren Torschützenkönig der Primera División. 1998 und 2000 gewann der Klub die uruguayische Meisterschaft. Die folgenden zweieinhalb Jahre verbrachte er als Spieler von Olympiakos Piräus in Griechenland. In der Saison 2001/02 stehen dort zwölf Ligaeinsätze und zwei Tore für ihn zu Buche. 2003 gehörte er zunächst erneut dem Kader Nacional Montevideos an. Sodann wechselte er im selben Jahr nach Mexiko zum CF Pachuca, bei dem er bis Mitte 2004 verblieb. In der zweiten Jahreshälfte 2004 wird eine Station bei Monarcas Morelia für ihn geführt. Ab 2005 war wieder Nacional Montevideo sein Arbeitgeber. In der Saison 2005 bestritt er 14 Partien in der höchsten uruguayischen Spielklasse, schoss drei Tore und wurde zum dritten Mal mit den „Bolsos“ Landesmeister. In der Apertura der Spielzeit 2005/06, mit der in Uruguay auf den in Mitteleuropa üblichen, jahresübergreifenden Saisonrhythmus umgestellt wurde, kamen weitere 13 Erstligaeinsätze und zwei Tore hinzu. In der Clausura 2006 und der Apertura 2006 lief er in insgesamt 26 Erstligabegegnungen für Bella Vista auf und traf fünfmal ins gegnerische Tor. 2007 setzte er seine Karriere zunächst bei Atlético Junior und dann bei Real Cartagena in Kolumbien fort. In der Apertura jenes Jahres absolvierte er nach Rückkehr zu Bella Vista sechs Erstligapartien (kein Tor) für die Montevideaner. Anschließend verpflichtete Centro Atlético Fénix Álvez. Dort wurde er in der Clausura 2008 in 15 Spielen der Primera División eingesetzt und traf viermal ins gegnerische Tor. Ab Mitte 2008 wird für ihn eine kurzzeitige Karrierestation bei Central Español geführt. Anfang Juni 2010 schloss er sich El Tanque Sisley an. In der Spielzeit 2010/11 kam er dort zu 18 Erstligaeinsätzen und schoss sechs Tore. Als letztes Engagement seiner Laufbahn werden nach seinem Wechsel im März 2012 die Rampla Juniors geführt. Bei sechs in der Clausura 2012 absolvierten Partien in der höchsten uruguayischen Spielklasse erzielte er einen Treffer.

### Nationalmannschaft
Álvez gehörte der uruguayischen U-20-Auswahl bei der U-20-Südamerikameisterschaft 1992 in Kolumbien an. Uruguay schloss das Turnier als Vize-Südamerikameister ab. Im Verlaufe des Turniers wurde er von Trainer Ángel Castelnoble zweimal (kein Tor) eingesetzt. Mit der Junioren-Auswahl bestritt er die Junioren-Fußballweltmeisterschaft 1993.
Er debütierte am 17. Juni 1999 beim 3:2-Auswärtssieg im Freundschaftsspiel gegen Paraguay unter Trainer Víctor Púa mit einem Startelfeinsatz in der uruguayischen A-Nationalmannschaft. Insgesamt bestritt er einschließlich seines letzten Einsatz am 26. April 2000 im WM-Qualifikationsspiel ebenfalls gegen Paraguay acht Länderspiele und schoss ein Tor. Er nahm mit der „Celeste“ an der Copa América 1999 teil, bei dem er mit dem Team das Finale erreichte und nach Niederlage gegen Brasilien Vize-Südamerikameister wurde.

### Erfolge
- Vize-Südamerikameister: 1999
- Uruguayischer Meister: 1998, 2000, 2005
- Torschützenkönig der Primera División (Uruguay): 1999